# Paroaria
Paroaria là một chi chim trong họ Thraupidae.

## Các loài
- Paroaria coronata
- Paroaria dominicana
- Paroaria gularis
- Paroaria nigrogenis
- Paroaria baeri
- Paroaria capitata